# La santa cortigiana o La donna coperta di gioielli
La santa cortigiana o La donna coperta di gioielli è un dramma incompleto del drammaturgo irlandese Oscar Wilde.
La storia, per il poco che è stato scritto, e pur con delle differenze, ricorda moltissimo la trama della Salomè. La differenza più importante è l'assenza di riferimenti espliciti ai personaggi biblici.
Wilde dimenticò il manoscritto in una carrozza pubblica e poi disse agli amici che tutto sommato era il posto ideale dove lasciarlo. In realtà, non aveva più voglia di occuparsi dei suoi antichi progetti. .